# Timo Jutila
Timo Juhani Jutila (* 24. Dezember 1963 in Tampere) ist ein ehemaliger finnischer Eishockeyspieler, der von 1980 bis 1999 unter anderem für die Buffalo Sabres in der National Hockey League und Tappara Tampere in der SM-liiga gespielt hat.

## Karriere
Timo Jutila begann seine Karriere als Eishockeyspieler 1980 in seiner Heimatstadt bei Tappara Tampere, für die er zunächst vier Jahre lang in der SM-liiga aktiv war. In dieser Zeit wurde er mit seinem Team 1982 und 1984 Finnischer Meister und 1981 Vizemeister. Zudem erreichte er mit Tampere 1980 den zweiten Platz im Europapokal und wurde im NHL Entry Draft 1982 in der vierten Runde als insgesamt 68. Spieler von den Buffalo Sabres ausgewählt. In der Saison 1984/85 absolvierte der Verteidiger zehn Spiele für die Buffalo Sabres in der National Hockey League, in denen er sechs Scorerpunkte, darunter ein Tor, erzielte. Den Großteil der Spielzeit verbrachte er jedoch bei deren Farmteam, den Rochester Americans aus der American Hockey League. Nach nur einem Jahr kehrte Jutila 1985 in seine finnische Heimat zu Tappara Tampere zurück, mit denen er in den folgenden beiden Jahren jeweils Meister wurde. Vor der Saison 1988/89 wagte Jutila ein zweites Mal den Schritt ins Ausland. Insgesamt vier Jahre lang war er für Luleå HF in der schwedischen Elitserien aktiv, ehe er 1992 ein drittes Mal zu Tappara zurückkehrte. Nach vier weiteren Spielzeiten bei Tappara unterschrieb Jutila für die Saison 1996/97 einen Vertrag beim SC Bern, mit dem er Schweizer Meister wurde. Auf den Erfolg folgte ein weiteres Engagement bei Tappara Tampere. Dort, wo er 19 Jahre zuvor mit dem Eishockey begonnen hatte, beendete er 1999 seine Karriere. 
Aufgrund seiner Leistungen wurde Timo Jutila 2003 in die IIHF Hall of Fame aufgenommen. Zudem wird Tappara Tampere, wo er den Großteil seiner Karriere verbrachte, ihm zu Ehren „seine“ Trikotnummer 7 nicht mehr vergeben.

### International
Für Finnland nahm Jutila an den U20-Junioren-Weltmeisterschaften 1981, 1982 und 1983, sowie den A-Weltmeisterschaften 1987, 1991, 1992, 1993, 1994, 1995, 1996 und 1997 teil. Des Weiteren stand er im Aufgebot Finnlands bei den Olympischen Winterspielen 1984 in Sarajevo, 1992 in Albertville und 1994 in Lillehammer.

## Erfolge und Auszeichnungen
| - 1980 2. Platz beim Europapokal mit Tappara Tampere - 1981 Finnischer Vizemeister mit Tappara Tampere - 1982 Finnischer Meister mit Tappara Tampere - 1983 3. Platz beim Europapokal mit Tappara Tampere - 1984 Finnischer Meister mit Tappara Tampere - 1986 Finnischer Meister mit Tappara Tampere - 1987 Finnischer Meister mit Tappara Tampere - 1987 Lynces Academici Defenceman Award - 1987 SM-liiga All-Star-Team | - 1988 Finnischer Meister mit Tappara Tampere - 1988 Bester Verteidiger der SM-liiga - 1988 SM-liiga All-Star-Team - 1993 SM-liiga All-Star-Team - 1994 Lynces Academici Defenceman Award - 1994 SM-liiga All-Star-Team - 1995 SM-liiga-Spieler des Monats Oktober - 1996 SM-liiga All-Star-Team - 1997 Schweizer Meister mit dem SC Bern |

### International
| - 1981 Silbermedaille bei der U20-Junioren-Weltmeisterschaft - 1982 Bronzemedaille bei der U20-Junioren-Weltmeisterschaft - 1992 Silbermedaille bei der Weltmeisterschaft - 1992 All-Star-Team der Weltmeisterschaft - 1994 Bronzemedaille bei den Olympischen Winterspielen | - 1994 All-Star-Team bei den Olympischen Winterspielen - 1994 Silbermedaille bei der Weltmeisterschaft - 1994 All-Star-Team der Weltmeisterschaft - 1995 Goldmedaille bei der Weltmeisterschaft - 1995 All-Star-Team der Weltmeisterschaft |

## Rekorde
- Meiste Strafminuten in den Playoffs (SM-liiga): 188